# Nenad Mišanović
Nenad Mišanović (in serbo Ненад Мишановић?; Bileća, 11 giugno 1984) è un cestista serbo.

## Palmarès
- Campionato montenegrino: 1

Budućnost: 2008-09
- Coppa di Serbia e Montenegro: 1

Stella Rossa Belgrado: 2006
- Coppa del Montenegro: 1

Budućnost: 2009
- Lega Adriatica: 1

Hemofarm Vršac: 2004-05